# 僧格林沁

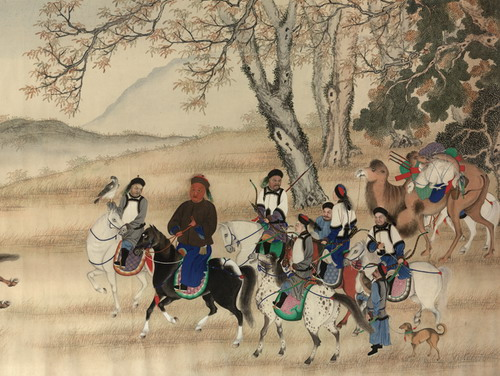
僧忠親王行猎图卷

僧格林沁（1811年7月24日—1865年5月18日），清代内扎萨克蒙古科尔沁左翼后旗人，博爾濟吉特氏，晚清蒙古族政治家、軍事家。他是成吉思汗（鐵木真）弟拙赤合撒儿的直系后代，嘉庆帝嗣外孙，蒙古亲王。為道光、咸豐、同治三朝重臣，參與過太平天国北伐、第二次鸦片战争等戰役，軍功卓著，与捻军作战時戰死，諡號忠。

## 生平
據《蒙古世系》载，僧格林沁为成吉思汗二弟拙赤合撒儿二十六代孙，少贫。後過繼給远房堂叔科尔沁扎萨克多罗郡王索特纳木多布斋和庄敬和硕公主为嗣子。
道光五年（1825年）袭多羅郡王爵位。
咸丰三年（1853年）僧格林沁領兵大败太平天国北伐军于天津南郊。五年（1855年），受封为博多勒噶台亲王，世袭罔替。同年在山东冯官屯剿灭太平天国李开芳部，生擒李开芳。
咸豐七年（1857年）以钦差大臣督办天津防务。
咸豐九年（1859年）第二次鸦片战争期间，指挥大沽口海战，大败英法联军，並同李朝儀於寧河、營城、大沽等地修築炮台，抵禦侵略。
咸豐十年（1860年）大沽口、天津失陷，他统率以蒙古骑兵为主力的军队，退至通州防守。其部与英法联军战于通州之八里桥，八里橋之戰惨败，蒙古主力尽丧。英法聯軍入北京，毀圓明園。旋被夺爵，仍任欽差大臣。
同年九月，直隸、山東一帶捻軍四起，后奉旨“剿捻”于山东、河南、安徽。
咸豐十一年（1861年）加入東太后慈安、西太后慈禧和奕訢的祺祥之變，消滅了肃顺的顧命八大臣集團，開始兩宮聽政。
同治四年（1865年）五月，高樓寨之戰，僧格林沁在山东曹州府菏泽县高楼寨附近的吴家店，遭捻军赖文光部和宋景诗部包围。僧格林沁於是自領少數騎兵突圍，隱於樹林，被16歲捻童张皮绠杀死。

## 身后
僧格林沁陣亡不久，死訊傳回北京，清廷震驚，命侍衛馳驛迎柩回京，輟朝三日以示哀敬。
慈安太后、慈禧太后御駕親到僧格林沁府中致祭，並為僧格林沁立祠，其祠在今北京地安门东大街47号，称显忠祠，现为宽街小学所在地。同治五年，孙那尔苏选为慈禧太后外甥女、醇郡王奕譞和嫡福晋那拉氏長女的額駙。
僧格林沁是清朝最後一位滿、蒙出身的軍事統帥，其歿後，慈禧太后遂命曾國藩等人督剿捻軍，從此，軍權落入湘軍的曾國藩、淮軍的李鴻章等人手中。

## 子孙
- 伯彦讷谟祜（1836年2月26日-1891年11月16日），嗣爵，谥慎
  - 那尔苏（1855年5月17日-1890年正月），贝勒。同治五年，选为醇亲王奕譞长女的額駙，此女在同年夭折，後尚瑞郡王奕誌第七女。
    - 阿穆尔灵圭（1886年12月19日-1930年5月29日），嗣爵

  - 次子，喇嘛
  - 三子，喇嘛
  - 温都苏（生卒年不详）
  - 五子，喇嘛
  - 博迪苏（1871年11月15日-1914年1月8日）